# 모드 (문화)

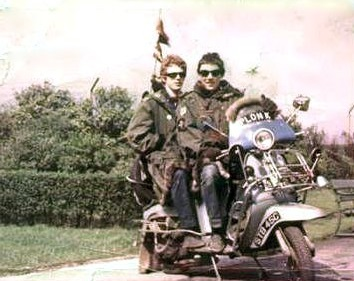
개조된 스쿠터에 탄 1960년대 중반 2명의 모드 사진

모드(mod)는 1958년 런던에서 시작되어 영국 전역으로 퍼져 나가 다른 문화권의 패션과 트렌드에 영향을 미치고, 현재도 소규모로 계속 이어지고 있는 하위문화이다. 음악과 패션에 중점을 둔 이 하위 문화는 1950년대 후반에 모던 재즈를 들었기 때문에 "모더니스트"라고 불린 세련된 런던 기반의 청년 그룹에 그 뿌리를 두고 있다. 모드 하위문화의 요소는 패션(종종 맞춤형 정장), 음악(솔, 스카, R&B 포함), 스쿠터를 포함한다. 본래의 모드는 클럽에서 암페타민을 복용하고 밤새 추는 춤과 관련되어 있었다.
영국 전역에서 모드가 성장하고 퍼지면서 1960년대 초반까지 모드의 특정 분파는 라이벌 하위 문화의 일종인 로커와의 잘 알려진 충돌에 개입하였다. 모드와 로커 간의 갈등은 사회학자 스탠리 코언(Stanley Cohen)이 두 청년 하위 문화에 대한 그의 연구에서 모럴 패닉이라는 용어를 쓰게 하였다. 그 연구는 모드와 라커에 의해 1960년대에 발생한 폭동에 대한 미디어의 보도를 조사한 것이었다.
1965년에 이르러, 모드와 로커 사이에서 갈등은 가라앉기 시작했고, 모드는 팝 아트와 사이키델레아에 점차적으로 이끌렸다. 런던은 패션, 음악, 대중 문화의 동의어가 되었으며, 이 기간은 종종 "스윙 런던 (Swinging London) "이라고 불린다. 이 기간 동안, 모드 패션은 다른 나라로 확산되어 미국과 다른 지역에서 인기를 얻었다. 모드는 고립된 하위 문화로 인식되지 않고 더 큰 청년 문화의 상징으로 인식되었다.
스윙 런던 기간 동안 모드가 세계화됨에 따라 일부 노동자 계층인 "스트리트 모즈(Street Mods)"가 떨어져나가 스킨헤드와 같은 다른 그룹을 형성하였다. 1970년대 후반에는 영국에서 1960년대 초반부터 중반의 "스쿠터" 시기의 외모와 스타일을 모방하는 모드 리바이벌이 발생하였다. 이어서 1980년대 초반에는 미국, 특히 남부 캘리포니아, 밴쿠버, 토론토에서 비슷한 모드 리바이벌이 발생하였다.

## 같이 보기
- 폭주족